# Woodland (Illinois)
Woodland – wieś w Stanach Zjednoczonych, w stanie Illinois, w hrabstwie Iroquois.